# Consell Departamental de Mayotte

Bandera de Mayotte

El consell departamental de Mayotte és l'organització institucional i administrativa competent del departament d'ultramar de l'illa de Mayotte. Està format per 19 consellers i la seu es troba a Mamoudzou.

## Llista de presidents
| Període | Període                                | Identitat                    | Partit                 | Qualitat               |
| ------- | -------------------------------------- | ---------------------------- | ---------------------- | ---------------------- |
|         | 6 de juliol de 1977 – març de 1991     | Younoussa Bamana             | UDF-MPM                | Diputat de 1977 a 1981 |
|         | març - abril de 1991                   | Hamissi Assani               | SE                     |                        |
|         | 18 d'abril de 1991 - març de 2004      | Younoussa Bamana             | MPM                    |                        |
|         | 2 d'abril de 2004 - 20 de març de 2008 | Saïd Omar Oili               | SE després Néma (2007) |                        |
|         | 20 de març de 2008 - 3 d'abril de 2011 | Ahmed Attoumani Douchina     | UMP                    |                        |
|         | 3 d'abril de 2011 - 2 d'abril de 2015  | Daniel Zaïdani               | DVG                    |                        |
|         | 2 d'abril de 2015 - en curs            | Soibahadine Ibrahim Ramadani | UMP                    |                        |

## Composició del consell general

### De 2008 a 2011
- President del consell general : Ahmed Attoumani Douchina (UMP), cantó de Kani-Kéli
- 1r vicepresident : M'Hamadi Abdou (NC), cantó de Bandraboua
- 2n vicepresident : Ahamada Madi Chanfi (DVD), cantó de M'tsangamouji
- 3r vicepresident : Hadadi Andjilani (UMP), cantó d'Ouangani
- 4t vicepresident : Mirhane Ousséni (NC), cantó de Bouéni
- 5è vicepresident : Assani Ali (UMP), cantó de Mamoudzou-1

Altres consellers generals :
- Soiderdine Madi (MDM), cantó d'Acoua
- Mustoihi Mari (DVD), cantó de Bandrélé
- Ishaka Ibrahim (UMP), cantó de Chiconi
- Ali Halifa (SE), cantó de Chirongui
- Sarah Mouhoussoune (Néma), cantó de Dembéni
- Saïd Omar Oili (Néma), cantó de Dzaoudzi
- Hariti Bacar (UMP), cantó de Koungou
- Zaïdou Tavanday (DVD), cantó de Mamoudzou-2
- Jacques Martial-Henry (MDM), cantó de Mamoudzou-3
- Ali Bacar (UMP), cantó de Mtsamboro
- Fadul Ahmed Fadul (UMP), cantó de Pamandzi
- Ibrahim Aboubacar (PS), cantó de Sada
- Issoufi Hamada (SE), cantó de Tsingoni

### Des de 2011
- President del consell general : Daniel Zaïdani (DVG), cantó de Pamandzi
- 1r vicepresident : Ibrahim Aboubacar (PS), cantó de Sada
- 2n vicepresident : Sarah Mouhoussoune (Néma), cantó de Dembéni
- 3r vicepresident : Saïd Ahamadi (DVG), cantó de Koungou
- 4t vicepresident : Issoufi Hamada (SE), cantó de Tsingoni
- 5è vicepresident : Soiderdine Madi (MDM), cantó d'Acoua